# Banner
O banner ou bâner é uma forma comum na Internet, muito usado em propagandas, para divulgar sites que pagam por sua inclusão. É criado para atrair um usuário a um site através de um link. Embora todos os tipos de sites sejam suscetíveis a ter banners, são os sites com maior tráfego e conteúdo de interesse que atraem os maiores investimentos de anunciantes.
Os banners são geralmente imagens desenvolvidas em formato .jpg ou .gif, animações em Java, Shockwave ou Flash. Um banner pode ter várias dimensões, sendo a mais conhecida de 468x60 pixels. Essas imagens freqüentemente tem uma forma alongada, na horizontal ou na vertical.
O banner é mostrado toda vez que uma página que o contém é aberta pelo navegador. Isso é definido tecnicamente como "impressão". Geralmente, ao clicar sobre o banner, o usuário é redirecionado à página do anunciante. O click do usuário no banner recebe o nome técnico "click through". Em muitos casos, esse redirecionamento é gerenciado por um servidor (central ad server).
Quando se coloca o click through em relação ao número de impressões obtém-se um valor denominado taxa de click through, que mede o número de vezes que alguém clicou no banner em relação ao número vezes que foi exibido (impressões). Essa taxa pode variar muito dependendo da campanha, mas os valores normais situam-se em torno de 0,1% e 1%.
Muitos usuários consideram esse tipo de publicidade um incômodo porque tiram a atenção da página e consomem parte da banda de conexão. As últimas versões dos navegadores, incluem opções para desativar popup ou bloquear imagens de sites selecionados. Um outro método para eliminar a presença de banners é utilizar um servidor proxy com o bloqueio ativado.